# Aleksandar Živković
Aleksandar Živković (nacido el 28 de julio de 1977) es un exfutbolista serbio que se desempeñaba como centrocampista.
En 2001, Aleksandar Živković jugó 2 veces para la selección de fútbol de Serbia y Montenegro.

## Trayectoria

### Clubes
| Club                    | País   | Año         |
| ----------------------- | ------ | ----------- |
| FK Radnički Niš         | Serbia | 1993 - 1994 |
| Partizán de Belgrado    | Serbia | 1994 - 1995 |
| FK Radnički Niš         | Serbia | 1995 - 1998 |
| FK Rad Belgrado         | Serbia | 1998 - 2000 |
| Júbilo Iwata            | Japón  | 2000 - 2003 |
| FK Obilić Belgrado      | Serbia | 2004        |
| OFK Belgrado            | Serbia | 2005        |
| FK Voždovac Belgrado    | Serbia | 2005        |
| Shandong Luneng Taishan | China  | 2006 - 2009 |
| Shenzhen                | China  | 2010        |
| Guangzhou R&F           | China  | 2011        |

### Selección nacional
| Selección | País                | Año  |
| --------- | ------------------- | ---- |
| Absoluta  | Serbia y Montenegro | 2001 |

## Estadística de equipo nacional
| Selección de fútbol de Serbia y Montenegro | Selección de fútbol de Serbia y Montenegro | Selección de fútbol de Serbia y Montenegro |
| Año                                        | Part.                                      | Goles                                      |
| ------------------------------------------ | ------------------------------------------ | ------------------------------------------ |
| 2001                                       | 2                                          | 0                                          |
| Total                                      | 2                                          | 0                                          |